# Sobotka
Sobotka – miasto w Czechach, w kraju hradeckim. Według danych z 31 grudnia 2003 powierzchnia miasta wynosiła 1931 ha, a liczba jego mieszkańców 2274 osób.

## Demografia
Opracowano na podstawie:
| Rok             | 1970 | 1980 | 1991 | 2001 | 2003 |
| --------------- | ---- | ---- | ---- | ---- | ---- |
| Liczba ludności | 2451 | 2365 | 2287 | 2289 | 2274 |